# Сімейка Джонсів
«Сімейка Джонсів» (англ. «The Joneses») — американська комедійна драма 2009 року, знята режисером Дерріком Борте.

## Сюжет
В елітне американське містечко приїжджає на вигляд благополучна сім'я з чотирьох осіб. Однак це сімейство є командою, що здійснює приховану рекламу предметів розкоші. «Батько сімейства», невдалий гольфіст Стів, уперше бере участь у подібній кампанії. Спочатку показники його роботи серйозно поступаються результатам інших «родичів». Закохавшись у схиблену на роботі «дружину» Кейт, Стів незабаром піднімає свої показники до небувалих висот. Але проблеми починаються у «дітей», німфоманки Дженн і гея Міка. Стів має намір розібратися з неприємностями «сім'ї», але його сусід, Ларрі, піддавшись на рекламу, промацує всі гроші і закінчує життя самогубством. Приголомшений Стів розповідає городянам правду про «сім'ю», яка без нього виїжджає в нове місто і отримує нового «батька». Стів їде туди за коханою.

## У ролях
- Девід Духовни — Стів Джонс
- Демі Мур — Кейт Джонс
- Ембер Герд — Дженн Джонс
- Бен Голлінґсворт — Мік Джонс
- Ґері Коул — Ларрі Сімондс
- Ґленн Гідлі — Саммер Сімондс
- Лорен Гаттон — Кей Сі, бос Джонсів
- Кріс Вільямс — Біллі, власник салону
- Крістін Євангеліста — Наомі Медсен
- Роберт Пралго — Алекс Байєр
- Тіффані Морган — Мелані Байєр
- Кетрін Дайєр — Сільвія
- Марк Олівер — Боб
- Кім Волл — Бетані
- Вілбур Фіцджералд — Гольфер
- Рік Рейц — епізод
- Стів Барнс — епізод
- Крістофер Вогт — епізод
- Джейсон Макдональд — епізод
- Рой Маккрірі — епізод
- Джо Нарцісо — епізод
- Джейсон Ворнер Сміт — епізод
- Рон Сміт — епізод
- Джейсон Горган — епізод
- Чарльз Ван Еман — епізод
- Джон Етвуд — епізод
- Джон Фіцджералд Пейдж — епізод
- Браян Стретч — епізод

## Знімальна група
- Режисер — Деррік Борте
- Сценарій — Дерріка Борте
- Продюсер — Деррік Борте, Даг Манкофф, Ендрю Сполдінг, Крісті Зіа
- Оператор — Ярон Орбах
- Композитор — Ніка Уратті
- Монтаж — Дженіс Гемптон